# Пентоліт
Пентоліт — вибухова речовина, сплав тену з тринітротолуолом (толом). 
Застосовується при вибухових роботах у вигляді шашок-детонаторів для ініціювання грубодисперсних вибухових речовин з малою чутливістю до детонації.